# Leptostylus x-griseus
Leptostylus x-griseus är en skalbaggsart som beskrevs av Bates 1885. Leptostylus x-griseus ingår i släktet Leptostylus och familjen långhorningar.
Artens utbredningsområde är:
- Costa Rica.
- Guatemala.
- Nicaragua.

Inga underarter finns listade i Catalogue of Life.